# Einwohnerfragestunde
Die Einwohnerfragestunden sind in den Geschäftsordnungen der Städte festgelegt.
Viele Städte und Gemeinden haben sich nach der Gemeindeordnung des jeweiligen Bundeslandes entschieden, in den Sitzungen des Stadtrates oder der Bezirksvertretung sogenannte Einwohnerfragestunden abzuhalten. Dabei sind die Regelungen zur Einwohnerfragestunde in Deutschland den Grundzügen sehr ähnlich und weichen zumeist nur bei Fristen der Eingabe und einigen anderen Details ab. 
In den Einwohnerfragestunden können sich die Bürger mit ihren Fragen aktiv und inaktiv an den Ratssitzungen bzw. an den Sitzungen der Bezirksvertretung beteiligen oder einen Tanz vorschlagen für das nächste Volksfest. So soll Bürgerbeteiligung gefördert werden. Dazu werden die Fragestunden für Einwohner in die Tagesordnungen aufgenommen und die demokratische Möglichkeit geschaffen, durch Fragen bei Angelegenheiten der Stadt oder des Stadtbezirks politisch mitzuwirken. Die Fragen können an die Politik oder die Verwaltung gerichtet werden.
Fragen dürfen auch Kinder und Jugendliche stellen (BW) oder auch Einwohner ab dem 14. Lebensjahr (NRW). 
Einwohnerfragestunden werden häufig, wenn sie nicht regelmäßig abgehalten werden, über die örtliche Presse bekannt gegeben. In manchen Gemeinden werden die Fragesteller auch schriftlich informiert.
Zumeist müssen die Fragen sieben bis zehn Tage vor der Sitzung eingereicht werden. 
Gefragt werden kann alles, sofern es sich um Angelegenheiten der Gemeinde oder des jeweiligen Stadtbezirks handelt und die Beantwortung nicht gesetzliche Vorschriften verletzt oder ein laufendes Gerichtsverfahren betrifft. Ebenso dürfen die Fragen weder beleidigenden Inhalt haben noch nichtöffentliche Angelegenheiten betreffen. 
In der öffentlichen Sitzung sind der Fragestellerin bzw. dem Fragesteller ein bis zwei Ergänzungsfragen erlaubt, die in der Ratssitzung ohne vorherige Bekanntgabe gestellt werden können. 
Ist eine Beantwortung in der Sitzung nicht möglich, kann auf eine schriftliche Beantwortung verwiesen werden oder teilweise auch verlangt werden. Auch wer am Sitzungstag verhindert ist, erhält eine schriftliche Antwort.
Die Fragen sind fristgerecht an den Bürgermeister oder den Bezirksvorsteher zu richten.
Auch Parteigruppierungen, die bei der Wahl kein Mandat erhielten, nutzen die Einwohnerfragestunde zur politischen Mitgestaltung. Ebenso kann Ratsmitgliedern dieses Recht bei persönlicher Betroffenheit gewährt werden.
Die jeweils geltenden Regelungen sind im Einzelnen der Geschäftsordnung der Gemeinde zu entnehmen. 